# الحرب الإنجليزية البورمية الأولى

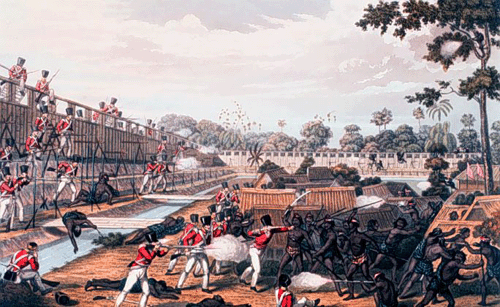

كانت الحرب الإنجليزية البورمية الأولى المعروفة أيضًا باسم حرب بورما الأولى (من 5 مارس 1824 حتى 24 فبراير 1826) الأولى من بين 3 حروب حدثت بين الإمبراطوريتين البريطانية والبورمية في القرن التاسع عشر. انتهت الحرب التي كان أساسها الصراع على شمال شرق الهند بانتصار حاسم للبريطانيين، معطية إياهم السيطرة المطلقة على أسام ومانيبور وكاتشار وجاينتيا، بالإضافة إلى مقاطعة أراكان ومنطقة تانينثاري. كما أُجبر البورميون على دفع تعويض قدره مليون جنيه إسترليني، وتوقيع اتفاقية تجارية معهم.
كانت هذه الحرب أطول الحروب أمدًا وأعلاها تكلفة في التاريخ البريطاني الهندي. إذ تسببت بقتل 15 ألف جندي أوروبي وهندي، بالإضافة إلى عدد غير معروف إلى الآن من الخسائر البورمية العسكرية والمدنية. ساهمت التكلفة العالية لهذه الحرب بالنسبة إلى البريطانيين، والبالغة نحو 5 إلى 13 مليون جنيه إسترليني (413 مليون إلى 1.07 مليار جنيه إسترليني إذا ما قورنت بنقود عام 2018) في إدخال الهند البريطانية في أزمة مالية شديدة وخسارة شركة الهند الشرقية بقية امتيازاتها.
بالنسبة إلى الإمبراطورية البورمية، كانت هذه بداية النهاية بالنسبة لاستقلالها. إذ شُلّت الإمبراطورية التي كانت مصدر رعب الهند البريطانية لفترة وجيزة من الزمن ولم تعد تمثل خطرًا على الجبهة الشرقية للهند البريطانية. كما أن الضرائب التعويضية الباهظة المفروضة على البورميين، والبالغة مليون جنيه إسترليني (5 مليون دولار في ذلك الوقت) حطمتهم اقتصاديًا لسنوات قادمة. في وقت لاحق شن البريطانيون حربين لاحقتين على بورما المضعفة بشكل كبير، واحتلوا البلاد كاملة بحلول عام 1885.

## الأسباب
بحلول عام 1822، أدى التوسع البورمي في مانيبور وأسام إلى خلق حدود طويلة بين الهند البريطانية والإمبراطورية البورمية. دعم البريطانيون المتمركزون في كلكتا المتمردين الفارين من مانيبور وأسام وأراكان إلى المناطق البريطانية. أصدرت كلكتا قرارًا وحيد الجانب يقضي بإعلان كاتشار وجاينتيا مناطق محمية من قبل البريطانيين وأرسلت قوات إلى هناك. أغاظت الغارات البريطانية عبر الحدود إلى هذه المناطق المسيطر عليها حديثًا البورميين. مقنعةً بأن الحرب قادمة لا محالة، أصبح القائد الأعلى للجيش البورمي ماها باندولا الداعم الرئيسي للسياسة الهجومية ضد البريطانيين. كان باندولا منضمًا إلى الحزب الداعم للحرب في مملكة باغيداو، والذي ضم أيضًا الملكة مي نو وشقيقها لورد سالين. اعتقد ماندولا أن تحقيق بورما لانتصار حاسم سوف يسمح لآفا بتثبيت مكتسباتها في إمبراطوريتها الغربية الجديدة في أراكان ومانيبور وأسام وكاتشار وجاينتيا، بالإضافة إلى السيطرة على البنغال الشرقية.
في سبتمبر عام 1823، كانت ذريعة الحرب هي احتلال بورما لجزيرة شالبوري قرب شيتاغونغ، والتي أعلنت شركة الهند الشرقية البريطانية عن تملكها.
في يناير 1824، أرسلت بورما أحد جنرالاتها المدعو تادو تيري ماها أوزانا إلى كاتشار وجاينتيا بغية تفريق المتمردين. أرسل البريطانيون قوتهم العسكرية الخاصة لملاقاة البورميين في كاتشار، ما أدى إلى أولى المناوشات بين الطرفين. اندلعت الحرب رسميًا في الخامس من مارس عام 1824 بعد الاشتباكات الحدودية في أراكان.
أما سبب دخول البريطانيين في الحرب فكان -بالإضافة إلى توسيع دائرة سيطرة البنغال البريطانية- الرغبة في الوصول إلى أسواق أوسع للصناعة البريطانية. كان البريطانيون أيضًا تواقين لمنع الفرنسيين من استخدامهم للموانئ البورمية وقلقين من التأثير الفرنسي في مملكة أفا، إذ كانت المملكة ما تزال معروفة بالنسبة إليهم. كانت المهمة الاستخبارية للسفير البريطاني مايكل سايمز مجهزة للحصول على أكبر قدر من المعلومات عن البلاد من أجل الخطط البريطانية المستقبلية في حين اهتم المبعوثون البريطانيون السابقون أساسًا بالحصول على تنازلات تجارية. كانت المنافسة الإنجليزية الفرنسية بارزة بشكل واضح خلال جهود ألاونغبايا في توحيد المملكة. كان البورميون في هذه الحروب يتقدمون في ولايات صغيرة غير محكومة من قبل البريطانيين أو موضوعة كهدف للتوسع البريطاني قبل بدء الحرب، ولم يكن البريطانيون مشغولين كثيرًا بمشكلة اللاجئين بداية بل بالتهديد الذي مثله الفرنسيون إلى أن أجبرتهم الأحداث اللاحقة على الدخول في الحرب.

## الحرب

### مسرح العمليات الغربي
كان القائد الأعلى للجيش البورمي ماها باندولا مدعومًا من قبل 12 من أفضل كتائب البلاد -من ضمنها واحدة تحت قيادته الشخصية- يصل عددها جميعًا إلى 10 آلاف رجل و 500 حصان. كما تضمن طاقمه بعضًا من أعلى جنود البلاد تكريمًا، مثل لورد سالاي وحكام دانياصادي وونثو وتاونغو. هدفت خطة باندولا إلى مهاجمة البريطانيين على جبهتين: شيتاغونغ من أراكان في الجنوب الشرقي، وسيلهيت من كاتشار وجاينتيا في الشمال. قاد باندولا شخصيًا مسرح العمليات في أراكان بينما قاد أوزونا العمليات في كاتشار وجاينتيا.
في بداية الحرب، تمكن جنود بورما ذوو الخبرة الحربية الكبيرة من دفع القوات البريطانية لأن البورميين -الذين حاربوا طوال قرابة عقد من الزمن في أدغال مانيبور وأسام- كانوا معتادين بشكل أكبر على التضاريس التي مثلت «عقبة رادعة في مواجهة تقدم أي قوة عسكرية غربية». كان أوزونا قد هزم الوحدات العسكرية البريطانية في كاتشار وجاينتيا في يناير من عام 1824. في مايو، قاتلت القوات البورمية البالغ عددها نحو أربعة آلاف رجل بقيادة أو سا لورد مياوادي متقدمة نحو البنغال، متغلبة على القوات البريطانية في معركة بامو على بعد 10 أميال شرق كوكس بازار* في السابع عشر من مايو عام 1824. التقت قوات أو سا بعدها بقوات باندولا على طريقها لهزيمة القوات البريطانية في غادوبالين، وتقدمت بعدها للسيطرة على كوكس بازار. سببت النجاحات العسكرية لبورما ذعرًا كبيرًا في شيتاغونغ وكلكتا. على امتداد البنغال الشرقية، شكل السكان الأوروبيون قوات شعبية. ورست نسبة كبيرة من السفن التابعة لشركة الهند الشرقية البريطانية ليتمكن طاقمها من المساعدة في الدفاع عن كلكتا.
لكن باندولا -رغبة منه في عدم تمديد قواته إلى حد الخطر- منع أو سا من التقدم إلى شيتاغونغ. لو تقدم باندولا نحو شيتاغونغ التي جهل أنها كانت غير محمية بشكل جيد لكان قد تمكن من السيطرة عليها وأصبح الطريق مفتوحًا باتجاه كلكتا. لو تمكنوا من تهديد كلكتا، لتمكنوا من تحصيل شروط أفضل في اتفاقيات السلام لاحقًا.

### داخل بورما

#### معركة يانغون (مايو – ديسمبر 1824)
بدلًا من القتال في التضاريس الوعرة، أخذ البريطانيون المعارك إلى الأراضي البورمية. في الحادي عشر من مايو عام 1824، دخلت قوة بحرية بريطانية تقدر بأكثر من 10 آلاف رجل (5000 جندي بريطاني وأكثر من 5000 جندي هندي) ميناء يانغون (رانغون)، على غفلة من البورميين. ترك البورميون -متبعين سياسة الأرض المحروقة- مدينة فارغة خلفهم واختاروا تحصين مواقعهم على امتداد قوس يحيط بالمدينة من الشرق إلى الغرب على امتداد 10 أميال. تحصنت القوات البريطانية تحت قيادة الجنرال أرتشيبالد كامبل داخل مجمع شويداغون باغودًا الذي كان محصنًا. شن البريطانيون هجمات على الخطوط البورمية، وتمكنوا بحلول يوليو من عام 1824 من دفع البورميين باتجاه كامايوت على بعد خمسة أميال من شويداغون. فشلت الجهود البورمية لإعادة السيطرة على شويداغون في سبتمبر.
أمر الملك باغيداو بانسحاب شبه كامل من الجبهة الغربية؛ باندولا من أراكان والبنغال، وأوزانا من أسام وكانشار وجاينتيا من أجل لقاء العدو في يانغون. في أغسطس وسط موسم الرياح الموسمية، عبر باندولا وجيشه جبال أراكان. كان نقل عشرات آلاف الرجال على مدى تلال أراكان ذات ارتفاع 3000 قدم أو سلاسل جبال أسام ذات ارتفاع 10 آلاف قدم أمرًا صعبًا حتى في الظروف الجوية الجيدة، إذ كانت هذه المنطقة كثيفة الغابات ذات طرق ضيقة غير معبدة ومعرضة لهجوم النمور والفهود. كان القيام بهذه المهمة وسط موسم الرياح الموسمية مهمة صعبة بشكل استثنائي، إلا أن باندولا (من أراكان) وأوزانا (من أسام) قاما بهذه المهمة ما شهد على قدراتهما القيادية واللوجستية. منح الملك كلًا من باندولا وأوزانا لقب أغا ماها تيناباتي وهو أعلى رتبة عسكرية ممكنة. أصبح باندولا أيضًا حاكم سيتاونغ.
بحلول نوفمبر، تجمعت القوة العسكرية المكونة من 30 ألف جندي بقيادة باندولا خارج يانغون. اعتقد باندولا أنه قادر على مواجهة القوة البريطانية المقدرة بـ 10 آلاف جندي جيد التدريب وجهًا لوجه. بالرغم من أن البورميين كانوا متفوقين عدديًا، لكن 15 ألف فقط من أصل 30 ألف جندي بورمي امتلكوا أسلحة نارية، كما أن المدافع البورمية أطلقت كرات فقط بينما أطلقت المدافع البريطانية قذائف متفجرة. أما الأمر الذي لم يكن معروفًا لباندولا هو أن البريطانيين كانوا قد حصلوا للتو على الشحنة الأولى من أكثر أسلحة الحرب حداثة ولم يسبق للبورميين أن رأوها وهي صواريخ كونغريف. الأمر الأكثر سوءًا بالنسبة إلى البورميين هو أن المسير الطويل عبر المناطق الوعرة في جبال راكين وسلال أسام أدى إلى إنهاك قواتهم.
في الثلاثين من نوفمبر، وفي قرار تبين أنه الأسوأ في حياته المهنية، أمر باندولا بهجوم أمامي مباشر على المواقع البريطانية. صمد البريطانيون -الذين امتلكوا أسلحة أكثر تطورًا بكثير- أمام العديد من الهجمات البورمية على حصن شويداغون، حاصدين الجنود المعادين بالآلاف. بحلول السابع من ديسمبر بدا أن القوات البريطانية المدعومة بالأسلحة الصاروخية بدأت بامتلاك اليد العليا. في الخامس عشر من ديسمبر اضطر البورميون إلى الانسحاب من آخر معاقلهم في كوكين. في النهاية لم يعد سوى 7 آلاف من 30 ألف جندي بورمي.

## تبعات الحرب
في حين تكبدت كل من الدولتين خسائر فادحة، فرضت اتفاقية السلام عبئًا اقتصاديًا أثقل على المملكة البورمية تاركة إياها مشلولة اقتصاديًا. تأثرت الشروط البريطانية في المفاوضات بشكل كبير بالثمن الكبير من الأرواح والأموال الذي أنتجته الحرب. شارك نحو أربعين ألف جندي بريطاني وهندي في الحرب قتل منهم نحو 15 ألف. أُلقي اللوم بالخسائر البريطانية على الضعف التخطيطي واللوجستي إذ إن ربع الخسائر فقط كانت نتيجة القتال بينما مات نحو 70% من القتلى بسبب الأمراض الاستوائية. في حملة أراكان لوحدها مات 659 أوروبيًا من أصل 1500 ونحو 1500 هندي من أصل 8000 في المشافي. كانت الحرب مدمرة تقريبًا لميزانية الهند الصينية إذ وصلت الخسائر إلى نحو 13 مليون جنيه إسترليني. ساهمت خسائر الحرب في إدخال الهند في أزمة مالية شديدة، والتي أدت إلى إفلاس بيوت الوكالة البنغالية بحلول عام 1833 وكلفت شركة الهند الشرقية البريطانية بقية امتيازاتها، ومن ضمنها احتكار التجارة مع الصين.
أما بالنسبة إلى البورميين، كانت الاتفاقية إهانة تامة وعبئًا اقتصاديًا طويل الأمد. اختفى جيل كامل من الرجال في المعارك، وتحطم العالم المبني على الحروب والتوسع والفخر العسكري المبني على النجاحات العسكرية الباهرة طوال السنوات الـ 75 السابقة. لم تتمكن مملكة أفا من التأقلم مع خسارة الأراضي وقامت بمحاولات فاشلة لاستعادتها، كما كان وجود المستعمرين البريطانيين الدخلاء تذكارًا يوميًا بالإذلال الذي تعرضوا له.
بالإضافة إلى ذلك، ترك عبء التعويض المادي الخزينة الملكية البورمية مفلسة لسنوات. كان مقدر التعويض البالغ مليون جنيه إسترليني يعتبر مبلغًا باهظًا في أوروبًا في ذلك الوقت. بدا المبلغ أكثر هولًا بالمقارنة مع الكيات البورمي إذ وصل إلى 10 ملايين. لوضع هذا المبلغ في سياق يسهل تصوره كانت تكلفة الحياة لقروي متوسط في شمال بورما في عام 1826 تبلغ كياتًا واحدًا في الشهر.
في وقت لاحق شن البريطانيون حربين لاحقتين أقل تكلفة على البورميين المضعفين في عامي 1852 و1885 واحتلوا بورما في عام 1885.